# Lyndon LaRouche
Lyndon Hermyle LaRouche Jr, född 8 september 1922 i Rochester, New Hampshire, död 12 februari 2019 i Leesburg, Virginia, var en amerikansk kontroversiell politiker och grundare av nyfascistiska LaRouche-rörelsen. LaRouche-rörelsen är en internationell politisk rörelse, som representeras av Europeiska arbetarpartiet. Sedan 1976 kandiderade han upprepade gånger för posten som USA:s president, första gången som kandidat för U.S. Labor Party och därefter som kandidat för det demokratiska partiets nominering. Han kandiderade ej i de amerikanska presidentvalen 2008 men agerade inom det demokratiska partiet för sina idéer, vilket dock mötte motstånd. Han dömdes 1988 till ett femtonårigt fängelsestraff för konspiration, skattebrott och ekonomiskt bedrägeri, ett straff som han villkorligt frigavs ifrån 1994. LaRouche själv menar att det var en elakartad komplott mot honom där de ledande politikerna ville undanröja honom som presidentkandidat.

## Politiska, ekonomiska och vetenskapliga idéer
LaRouche är en kritiker av det nuvarande världsfinanssystemet, vars sammanbrott han anser sig förutsagt. Som alternativ förespråkar han ett nytt Bretton Woods-system med fasta växelkurser och en protektionistisk ekonomisk politik baserad på det så kallade "amerikanska systemet". Dessutom förespråkar han stora investeringar i modern infrastruktur över hela världen, med betoning på kärnkraft och magnettåg. Detta ska finansieras med långfristiga riktade krediter till låg ränta. LaRouche anser att det för att skapa denna nya ekonomisk världsordning krävs att USA startar ett strategiskt samarbete med Ryssland, Kina och Indien.
I sina talrika skrifter diskuterar LaRouche LaRouche-Riemann-metoden som handlar om potentiell relativ befolkningstäthet, ett mått på hur många personer som ett samhälle har kapacitet att kunna försörja givet en viss teknologisk nivå. LaRouche anser att mänsklighetens befolkningstillväxt, till skillnad från djurpopulationers, inte har några naturliga gränser, i och med att det som av mänskligheten kan användas som resurser till stor del beror på den teknologiska utvecklingen.

## Ekonomiska prognoser
LaRouche har under årens lopp gjort ett antal långsiktiga ekonomiska prognoser. Enligt egen utsago har han publicerat nio huvudsakliga prognoser
| År            | Vad LaRouche hävdar att han skrev |
| ------------- | --- |
| Hösten 1956   | En ekonomisk recession står för dörren, utlöst av en kreditbubbla som sedan 1954 pumpats upp runt finansieringen av bilar, hus och konsumtionsvaror.                                                        |
| 1959-1960     | Från mitten av 1960-talet kan vi förvänta oss en serie monetära oroligheter, som kommer att leda till Bretton Woods-systemets kollaps.                                                                      |
| November 1979 | De åtgärder som Carterregeringen och Federal Reserve vidtagit, på initiativ av Paul Volcker, kommer att leda till en ödesdiger recession med början 1980.                                                   |
| Februari 1983 | Om den sovjetiska regeringen avvisar SDI, kommer trycket på Comecon-ekonomierna att leda till kollapsen av deras ekonomiska system om ungefär fem år.                                                       |
| Våren 1984    | En förestående kollaps inom en betydande del av det amerikanska banksystemet, låne- och insättningssektorn och besläktade sektorer, är att förvänta.                                                        |
| Maj 1987      | En stor börskollaps kommer att inledas omkring den 10 oktober 1987. |
| 1988          | Beskrivning av "bouncing ball"-fenomenet som ett nyckelbegrepp för att förstå den stadigt framryckande kollapsen av den amerikanska ekonomin, alltmedan kortsiktiga, skenbara uppgångar och nedgångar sker. |
| April 1994    | Det nuvarande globala finansiella och monetära systemet kommer att börja falla samman inom den närmaste tiden, troligtvis innan president Clintons första valperiod tar slut (januari 1997).                |

Med välvillig tolkning av prognosen och vad som sedan har hänt så går det att hävda att prognoserna haft viss träffsäkerhet. Etablerade ekonomer och statistiker förnekar värdet av dessa så kallade prognoser och påstådda träffsäkerhet.
LaRoucherörelsen producerar en mycket stor mängd skrifter, uttalanden och påståenden. Vissa bedömare pekar på denna mängd av yttranden som en förklaring till att vissa av dem kan sägas ha fallit in. Andra förutsägelser har inte slagit in, till exempel de utsagor som rör det nära förestående utbrottet av Tredje Världskriget, vilket anhängare menar kan bero på att LaRouches prognoser inte är några spådomar, att politik förändras genom idéer och att fri vilja existerar.[källa behövs] Det skall också påpekas att Lyndon LaRouche aldrig har förutspått några högkonjunkturer, vilket är värt att notera eftersom världsekonomin mellan 1956 och 1994, den tid som uppräkningen ovan avser, har dominerats av hög snarare än låg tillväxt.

## Kritik
Lyndon LaRouche har blivit kallad allt från högerextremist till vänsterextremist. Det amerikanska kommunistiska partiet Socialist Workers Party, som han själv en gång var medlem i men uteslöts ur 1965, stämplar numera hans rörelse som fascistisk. LaRouche har även anklagats för att ha en antisemitisk ståndpunkt. Lyndon har själv svarat på kritiken ett antal gånger där han påpekar vikten av yttrandefrihet och att kunna kritisera Israel utan att bli anklagad som antisemit.
Den amerikanska medborgarrättsaktivisten Amelia Boynton Robinson, som på 1960-talet arbetade tillsammans med Martin Luther King och senare blev en av LaRouches ledande medarbetare, menade dock att LaRouche är utsatt för samma typ av förtalskampanj som sydstatsrasisterna använde mot King.